# Тымское сельское поселение
Ты́мское се́льское поселе́ние — муниципальное образование (сельское поселение) в Каргасокском районе Томской области, Россия. В состав поселения входит 1 населённый пункт. Административный центр поселения — село Тымск. Население — 246 чел. (2021).

## История
Село Тымск основано в 1727 году. Первыми поселенцами были селькупы. Перед тем, как получить своё современное название, село называлось также Тымские юрты, Тымское.
В XVIII-XIX веках здесь проходили ярмарки, население окрестных сёл и деревень съезжалось, выменивая различные товары — чай, бересту, меха, рыбу и т. д. В начале XX века, после Русской революции 1905 г., Тымск  превратился в одно из мест политических ссылок; сюда ссылались бывшие офицеры с семьями. В 1914 г. сюда был сослан Пер Эвинд Свинхувуд — в будущем первый премьер-министр, а затем и президент независимой Финляндии.
Во время Гражданской войны здесь происходили столкновения между отрядами эсеров и анархистов. В 1920 г. возникла комсомольская ячейка.
Согласно переписи 1926 года в Тымске насчитывалось 115 хозяйств, 420 жителей (219 мужчин, 201 женщина). В 1929 году были школа первой ступени, фельдшерский пункт, изба-читальня, лавка, сельсовет. В 1930-е годы Тымск не избежал коллективизации. В годы Великой Отечественной войны на фронт ушло около 100 жителей села, из них погибли 65. Родом отсюда Герой Советского Союза Африкант Платонович Ерофеевский.
После войны в Тымске возникли рыбоартель, основная общеобразовательная школа. В 1976 г. открылся аэропорт. К началу перестройки в поселении были: магазин, лесничество, медпункт, школа, комбинат бытового обслуживания, ясли, совхоз, рыбпункт, радиостанция, отделение связи.
Своё современное название «Тымское сельское поселение» административно-территориальное образование получило в 2006 г.

## География
Поселение расположено на месте впадения реки Тымская в одноимённую протоку реки Оби. Площадь — 398,583 км². Расстояние до райцентра — 127 км.
Рельеф местности — плоский, равнинный, заболоченный. Бо́льшую часть поселения занимают леса и болота, есть множество мелких озёр.
В лесах растут в основном кедр и сосна, а также лиственница, осина, берёза.
В лесах обитают медведь, волк, белка, лось, норка, соболь, глухарь

## Населённые пункты и власть
| Населённый пункт | Население (1994) | Население (1995) | Население (1996) | Население (1997) | Население (1998) | Население (1999) | Население (2000) | Население (2001) | Население (2002) |
| ---------------- | ---------------- | ---------------- | ---------------- | ---------------- | ---------------- | ---------------- | ---------------- | ---------------- | ---------------- |
| с. Тымск         | 489              | 458              | 436              | 416              | 388              | 391              | 386              | 365              | 365              |

| Население (2003) | Население (2004) | Население (2005) | Население (2006) | Население (2007) | Население (2008) | Население (2009) | Население (2010) | Население (01.08.2012) | Население (2013) |
| ---------------- | ---------------- | ---------------- | ---------------- | ---------------- | ---------------- | ---------------- | ---------------- | ---------------------- | ---------------- |
| 355              | 348              | 341              | 305              | 303              | 294              | 293              | 312              | 278                    | 283              |

Сельским поселением управляют глава поселения и Совет. Глава сельского поселения — Важенин Константин Фёдорович.

## Экономика
Основу местной экономики составляют сельское хозяйство, рыбная ловля, сбор дикоросов. В области коммунальных услуг работает один ИП, также действуют 5 торговых точек, кафе, отделение почтовой связи.

## Образование, социальная сфера и культура
На территории поселения работают: школа, культурно-досуговый центр, фельдшерско-акушерский пункт, библиотека.